# 1990年至1991年斯诺克职业选手世界排名
1990/1991赛季斯诺克职业选手世界排名前32位的选手如下：
| 名次 | 选手                                     | 国籍     |
| ---- | ---------------------------------------- | -------- |
| 1    | 史蒂芬·亨得利（Stephen Hendry）          | 苏格兰   |
| 2    | 史蒂夫·戴维斯（Steve Davis）             | 英格兰   |
| 3    | 约翰·帕洛特（John Parrott）              | 英格兰   |
| 4    | 吉米·怀特（Jimmy White）                 | 英格兰   |
| 5    | 道格·蒙特乔（Doug Mountjoy）             | 威尔士   |
| 6    | 特里·格里菲斯（Terry Griffiths）         | 威尔士   |
| 7    | 迈克·哈雷特（Mike Hallett）              | 英格兰   |
| 8    | 迪安·雷诺兹（Dean Reynolds）             | 英格兰   |
| 9    | 史蒂夫·詹姆斯（Steve James）             | 英格兰   |
| 10   | 丹尼斯·泰勒（Dennis Taylor）             | 北爱尔兰 |
| 11   | 威利·索恩（Willie Thorne）               | 英格兰   |
| 12   | 马丁·克拉克（Martin Clark）              | 英格兰   |
| 13   | 尼尔·富尔兹（Neal Foulds）               | 英格兰   |
| 14   | 亚历克斯·希金斯（Alex Higgins）          | 北爱尔兰 |
| 15   | 约翰·维尔戈（John Virgo）                | 英格兰   |
| 16   | 托尼·米奥（Tony Meo）                    | 英格兰   |
| 17   | 阿兰·罗宾度（Alain Robidoux）            | 加拿大   |
| 18   | 乔·约翰森（Joe Johnson）                 | 英格兰   |
| 19   | 克里夫·桑本（Cliff Thorburn）            | 加拿大   |
| 20   | 加里·威尔金森（Gary Wilkinson）          | 英格兰   |
| 21   | 史蒂夫·纽伯里（Steve Newbury）           | 威尔士   |
| 22   | 托尼·诺斯（Tony Knowles）                | 英格兰   |
| 23   | 韦恩·琼斯（Wayne Jones）                 | 威尔士   |
| 24   | 迪恩·奥凯恩（Dene O'Kane）               | 新西兰   |
| 25   | 彼得·弗朗西斯科（Peter Francisco）       | 南非     |
| 26   | 鲍勃·查珀伦（Bob Chaperon）              | 加拿大   |
| 27   | 席尔维诺·弗朗西斯科（Silvino Francisco） | 南非     |
| 28   | 巴里·威斯特（Barry West）                | 英格兰   |
| 29   | 克里夫·威尔逊（Cliff Wilson）            | 威尔士   |
| 30   | 丹尼·福勒（Danny Fowler）                | 英格兰   |
| 31   | 托尼·德拉戈（Tony Drago）                | 马耳他   |
| 32   | 埃迪·查尔顿（Eddie Charlton）            | 澳大利亚 |